# Lázně Cluny

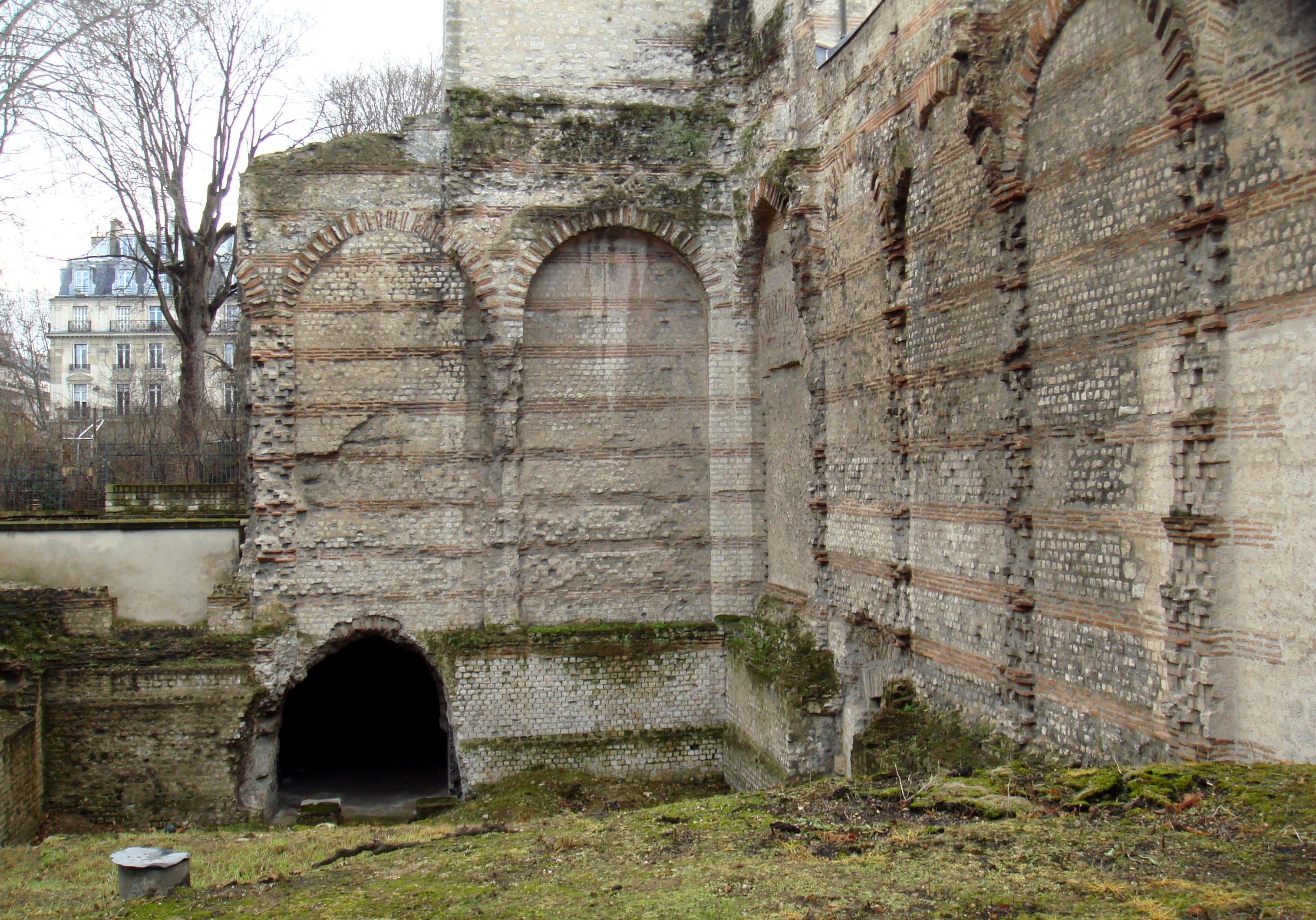
Pozůstatky římských lázní (frigidarium)

Lázně Cluny (francouzsky Thermes de Cluny) je název pro pozůstatky římských lázní, které se nacházejí v Paříži mezi ulicemi Boulevard Saint-Germain a Rue des Écoles v 5. obvodu. Na jejich základech bylo ve středověku postaveno pařížské sídlo opata kláštera Cluny – Hôtel Cluny, ve kterém dnes sídlí francouzské Národní muzeum středověku. Celé lázně měly plochu několika hektarů a zahrnovaly i velkou palestru na jihu věnovanou míčovým hrám. Samotná stavba měla tři úrovně na ploše zhruba jeden hektar.

## Historie
Lázně byly postaveny na konci 2. nebo počátkem 3. století n. l. Římany na levém břehu řeky Seiny při hlavní severojižní ose zvané cardo maximus vedoucí do původní Lutetie, která se nacházela na ostrově v Seině.
Ve 14. století opati kláštera Cluny vybudovali svůj městský palác na zbytcích těchto lázní. Současná stavba pochází z pozdější přestavby v letech 1485-1510.
V roce 1810 se město Paříž rozhodlo založit v bývalém frigidariu (studených lázních) muzeum starožitností. V roce 1844 město prodalo stavbu státu, který zde zřídil Musée de Cluny neboli Národní muzeum středověku.

## Architektura

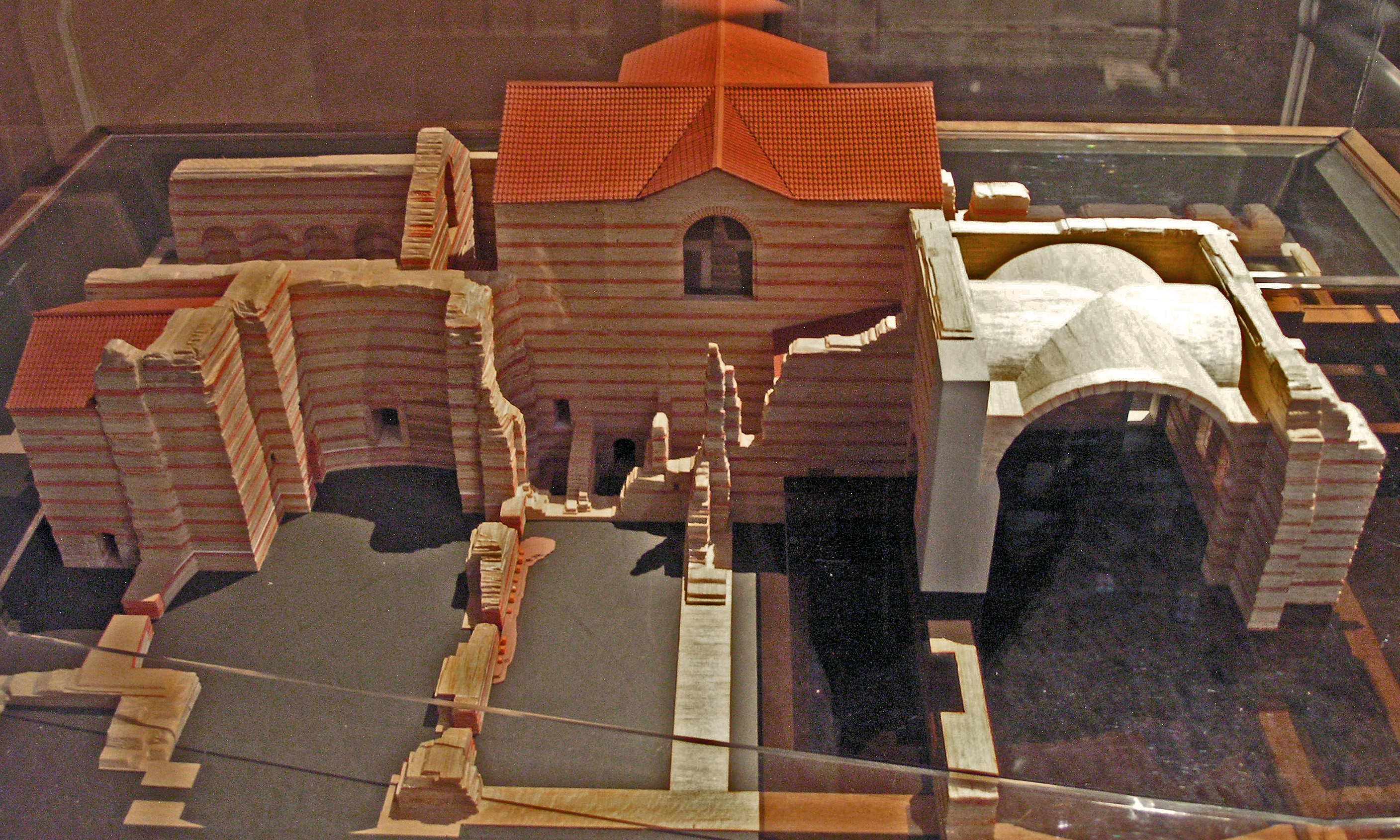
Model lázní

Od jihu byl přístup na palestru přes kolonádu, kde se nacházely obchody, které vedly ven na ulici. Lázně v jižní části vyhříval hypokaust (vytápěcí soustava) a severní část tvořilo frigidarium (studené lázně bez vytápění). Bočními chodbami se návštěvníci dostávali ze šaten na palestru.
Koupel začínala ve frigidariu, kde byl mělký bazén (asi 60 cm). Místnost byla zakončená cihlovou klenbou o výšce 14 m. Mramorová podlaha byla vyzdobena mozaikami. Na zdech zůstalo z výzdoby ještě několik černých desek. Poté se přešlo do tepidaria (teplé lázně) a nakonec do caldariua (parní lázně) vybavenými bazény s ohřívanou vodou.
V severní části byla uprostřed fasády monumentální fontána, kolem celých lázní vedla galerie, v jejíž severní části byly dvě tělovičny.
V suterénu byly klenuté místnosti z kamenů spojených maltou, které sloužily pro technický personál. Dochovala se výpusť bazénu ve frigidariu.
Voda byla do lázní přiváděna 16 km dlouhým akvaduktem od jihu. Odpadní voda odtékala podzemní stokou do kanálu pod dnešním Boulevardem Saint-Michel.